# Marcos Luis Jerman
Marcos Luis Jerman (Marko Jerman), slovenski umetnik in olimpionik, * 20. januar 1957, San Carlos de Bariloche, Argentina.

## Življenje
Marcos Luis Jerman se je rodil 20. januarja 1957 v Barilochah v Argentini, sin Franceta Jermana iz Dola pri Ljubljani in Lučke Kralj, ki prihaja iz Gorice. Po končani srednji šoli se je likovno izpopolnjeval pri akademskem slikarju in grafiku Juanu Antoniu Spotornu v Buenos Airesu, kasneje tudi pri akademskem kiparju Rafaelu Roci v Barilochah.
S snovanjem, načrtovanjem in izdelavo barvnih oken (vitražev) se je začel resno ukvarjati leta 1981, ko se je v Milanu izučil te umetnosti pri slikarju in mojstru vitražev Santeju Pizzolu.
Leta 1991 se je Marko Jerman z ženo Marjanko in družino preselil v Slovenijo. Stanuje v Godoviču, kjer tudi poteka celotno ustvarjalno in umetniško delo.

## Dela
Njegovi vitraži, večinoma figuralni, se nahajajo v cerkvah širom Slovenije, na Hrvaškem, v Argentini, Avstriji, ter tudi v nekaj privatnih zgradbah: Sv. Družina Ljubljana Moste, Preska in Sora pri Medvodah, Vrhpolje pri Vipavi, stolnica v Mariboru, Hoče pri Mariboru, Ljubično nad Poljčanami, samostan sester usmiljenk v Kamniku, Šentjošt nad Horjulom, Zaplana, Kamnik pod Krimom, Čirče pri Kranju, Šentjakob ob Savi, Nova Oselica, Hrušica, Velenje, Hrušico pri Ilirski Bistrici, Velenje, Kranj Ljubljana, Gore nad Idrijo, Dragatuš, Ponikva pri Velenju, Kralj Matjaž, Velenje, Bevke, Col, Zaplana, Žiri; Poreč, Buenos Aires (Rožmanov dom), Lago Bueno (Patagonija),...

## Olimpijske igre
Na zimskih olimpijskih igrah je dvakrat zastopal argentinsko reprezentanco v teku na smučeh (1976, Innsbruck, Avstrija in 1980, Lake Placid, New York, ZDA).